# Генерал Севериану (стадион)
Генерал Севериану, иногда Женерал Севериану (порт.-браз. General Severiano) — бывший футбольный стадион в Бразилии, расположенный в районе Ботафогу города Рио-де-Жанейро. Сейчас там расположен тренировочный лагерь клуба.

## История
Стадион Генерал Севериану был построен в 1912 году. Назван в честь бразильского политика и судьи, бывшего генерал-интенданта Кайенны Жуана Севериану Масиэла да Косты.
13 мая 1913 года состоялся первый матч на стадионе в котором «Ботафого» обыграл «Фламенго» со счётом 1:0, гол забил Мими Содре.
В 1927 году было построено здание штаб-квартиры клуба, которое было официально открыто 15 декабря 1928 года.
В 1937 году, по инициативе болельщиков «Ботафого», состоялась модернизация стадиона, он был отремонтирован, а деревянные трибуны заменены бетонными. Работы продолжались более года. В первом после реконструкции матче «Ботафого» обыграл «Флуминенсе» со счётом 3:2.
С 1950-х годов клуб перестал использовать Генерал Севериану, как основной стадион, большую часть матчей проводя на Маракане.
В 1976 году земля, на которой находился стадион была продана компании Vale do Rio Doce за 90 млн крузейро. Новые владельца приняли решение снести трибуны и многие прилегающие помещения. Осталось только здание бывшей штаб-квартиры клуба из-за действий болельщиков, которым удалось внести здание в список исторического и культурного наследия муниципалитета Рио-де-Жанейро.
В мае 1994 года «Ботафого» вновь выкупил землю. Там был построен Учебный центр имени Жоао Салданьи, где находятся тренировочные поля, спортзалы по разным видам спорта, плавательные бассейны и корты, вместе с этим полностью восстановлено здание бывшей штаб-квартиры клуба и построен большой торговый центр. Также был открыт музей «Ботафого».